# Anton Conrad Ring
Anton Conrad Ring, född 6 juli 1826 i Česká Lípa, Tjeckien, död 28 mars 1877 i Sankta Eugenia katolska församling, Stockholm,, var en svensk cellist.

## Biografi
Anton Conrad Ring anställdes den 1 oktober 1855 som cellist vid Kungliga hovkapellet i Stockholm och slutade där den 1 juli 1857. Han är upptagen i befolkningsregister i Klara församling 1855, i Jakob och Johannes församling 1856 och därefter i kvarteret Skvalberget, Hedvig Eleonora församling till 1878, alla församlingar i Stockholm. 
Han var gift med Catharina Charlotta, 1834–1923. De fick barnen Anton Emanuel (född 1860) och Barbara Amal. Fransiska, (född 1862).